# Portrait littéraire
Pour les articles homonymes, voir Portrait.
Le portrait littéraire est le pendant du portrait pictural. 
Ce genre particulier apparaît dès l'Antiquité chez des historiens comme Tite-Live et Tacite, quoiqu'il ne connaisse ses plus importants développements qu'à partir du XVIe siècle. Le portrait acquiert son statut d'outil de description narrative dans les Essais de Montaigne où l'auteur s'emploie à se décrire lui-même et examine le déplacement de la représentation de l'individu du mode pictural au mode discursif.
Pouvant être réalisé en prose ou en vers, ses objectifs varient selon le contexte socioculturel, sociopolitique, historique ou encore selon l'intention du portraitiste (l'homme de lettres): il existe des portraits fictifs qui ne se réfèrent à aucun individu réel; mais aussi des portraits réalistes représentant des personnalités historiques. Le portrait est donc un genre qui oscille entre réalité et fiction, entre éloge et satire, entre portrait fidèle et portrait plus sommaire (par exemple les caricatures journalistiques ou même les types théâtraux). Il existe toutefois un portrait intermédiaire qui décrit avec retenue les défauts et les qualités du modèle. 
Le genre littéraire du portrait évolue à travers les siècles grâce aux hommes de lettres, aux critiques littéraires et aux théoriciens de la littérature, acquérant de nouvelles caractéristiques, renouvelant ou brisant les codes traditionnels de son élaboration.

## Le portrait auXVIIesiècle
C’est à partir des années 1650 que le portrait commence à se définir comme un genre littéraire grâce aux innovations du courant précieux. La Grande Mademoiselle, influencée par les œuvres chargées de portraits de Madeleine de Scudéry, rassemble (en tant que salonnière) intellectuels et hommes de lettres. Le portrait devient alors un divertissement prisé dans les salons littéraires. Le portrait s’attache aux codes d'élaboration du portrait pictural, c’est-à-dire qu'il s'attache à la description fidèle du modèle. L'intérêt de l'exercice n'est pas de parvenir à faire reconnaître le modèle grâce au portrait mais plutôt d'exercer son ingéniosité stylistique. L'art du portrait exige alors d'opérer par couches de descriptions successives — à la manière d'un peintre — qui dévoilent les différentes épaisseurs qui composent le modèle.
Dans un autre domaine, le genre littéraire du portrait acquiert une nouvelle fonction : celle de mettre en évidence des traits de caractère universels ou intemporels. Ces traits sont parfois présentés de manière exagérée comme caractéristique principale de la psyché d'un personnage ; c'est le cas dans les types théâtraux tels qu'on les rencontre chez Molière (par exemple l'Avare ou le Misanthrope). On peut aussi citer, quoique dans un genre un peu différent, les Caractères de La Bruyère.

## Le portrait auXVIIIesiècle
Au siècle des Lumières, l'exercice du portrait acquiert une grande importance en littérature et envahit même l'art musical où Mozart et Beethoven en sont les maîtres incontestés. Dans la lignée des portraits typés ou grossis du théâtre de Molière ou du portrait "moral" de La Bruyère, le portrait s'intéresse à la description de la psychologie du modèle au détriment de celle de son apparence physique.

### L'autoportrait de Diderot: un portrait littéraire inséré dans la critique d'un portrait pictural

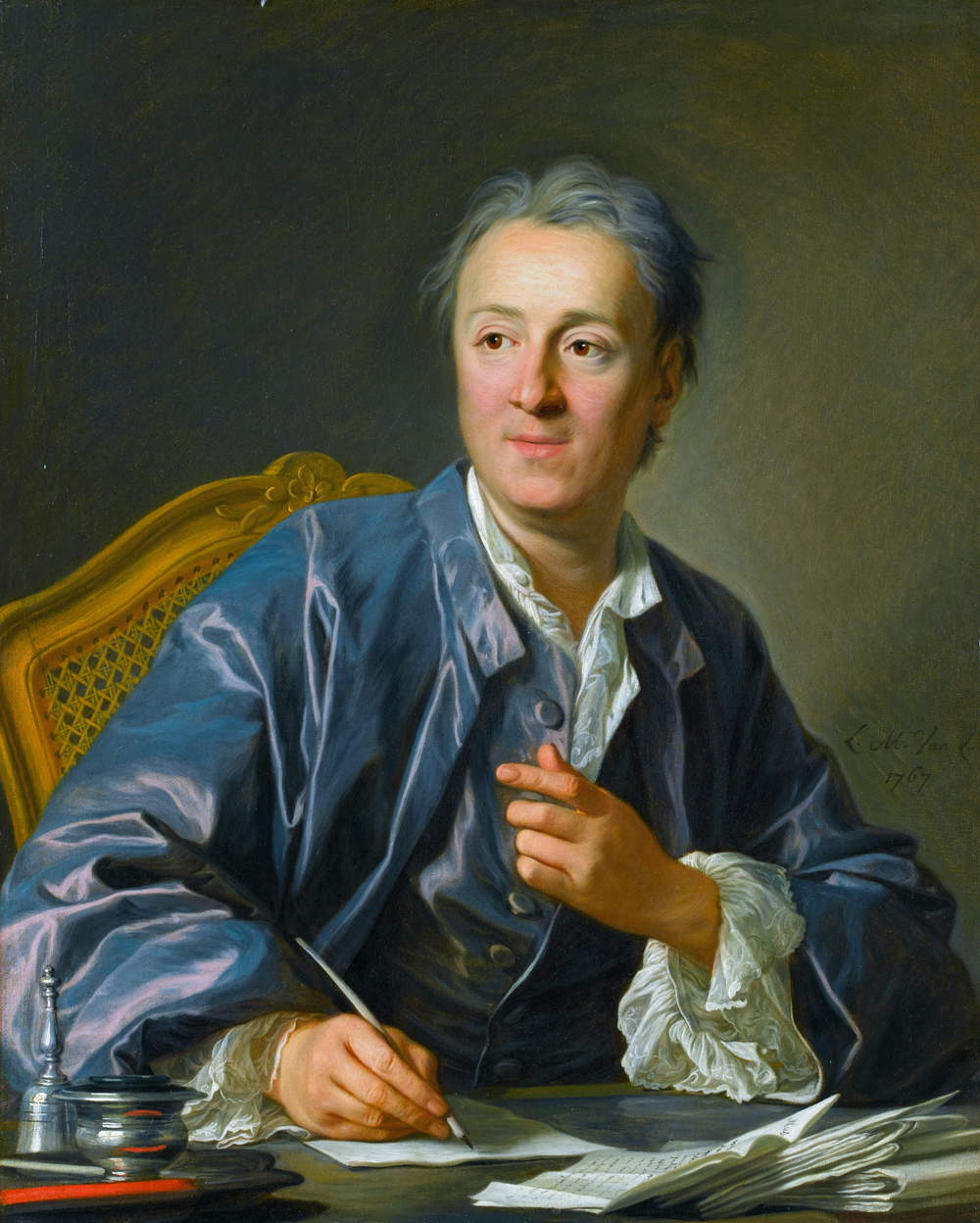
Le portrait de Diderot par Michel van Loo de 1767, déclencheur de l’autoportrait narratif.

On trouve chez Diderot un des plus célèbres exemples du portrait narratif du XVIIIe siècle. Le philosophe réalise son autoportrait à l'occasion d'une critique qu'il fait des autoportraits et statues qui le représentent. Le portrait réalisé par le peintre Louis Michel van Loo lui inspire ainsi les remarques suivantes : « Très vivant ; c’est sa douceur, avec sa vivacité ; mais trop jeune, tête trop petite, joli comme une femme, lorgnant, souriant, mignard, faisant le petit bec, la bouche en cœur […] Pétillant de près, vigoureux de loin, surtout les chairs. Du reste, de belles mains bien modelées, excepté la gauche qui n’est pas dessinée. On le voit de face; il a la tête nue ; son toupet gris, avec sa mignardise, lui donne l’air d’une vieille coquette qui fait encore l’aimable ; la position d’un secrétaire d’État et non d’un philosophe. La fausseté du premier moment a influé sur tout le reste. » Et plus loin de rajouter : « Mais que diront mes petits enfants, lorsqu’ils viendront à comparer mes tristes ouvrages avec ce riant, mignon, efféminé, vieux coquet-là ? »
Le philosophe blâme la femme du peintre qui, selon lui, l'aurait empêché de poser de façon naturelle : « C’est cette folle de madame Van Loo qui venait jaser avec lui, tandis qu’on le peignait, qui lui a donné cet air-là, et qui a tout gâté. » Diderot se prend alors à imaginer ce qu’eût été son portrait « si elle s’était mise à son clavecin, et qu’elle eût préludé ou chanté : "Non ha ragione, ingrate, / Un core abbandonato" ou quelque autre morceau du même genre, le philosophe sensible eût pris un tout autre caractère ; et le portrait s’en serait ressenti. Ou mieux encore, il fallait le laisser seul, et l’abandonner à sa rêverie. Alors sa bouche se serait entr’ouverte, ses regards distraits se seraient portés au loin, le travail de sa tête, fortement occupée, se serait peint sur son visage ; et Michel eût fait une belle chose. »
Ayant fait la critique du tableau, il entreprend de réaliser son autoportrait : « Mes enfants, je vous préviens que ce n’est pas moi. » [...] « J’avais en une journée cent physionomies diverses, selon la chose dont j’étais affecté. J’étais serein, triste, rêveur, tendre, violent, passionné, enthousiaste ; mais je ne fus jamais tel que vous me voyez là. J’avais un grand front, des yeux très vifs, d’assez grands traits, la tête tout à fait du caractère d’un ancien orateur, une bonhomie qui touchait de bien près à la bêtise, à la rusticité des anciens temps. Sans l’exagération de tous les traits dans la gravure qu’on a faite d’après le crayon de Greuze, je serais infiniment mieux. J’ai un masque qui trompe l’artiste ; soit qu’il y ait trop de choses fondues ensemble ; soit que, les impressions de mon âme se succédant très rapidement et se peignant toutes sur mon visage, l’œil du peintre ne me retrouvant pas le même d’un instant à l’autre, sa tâche devienne beaucoup plus difficile qu’il ne la croyait. »
Le seul portrait de lui qui ait trouvé grâce à ses yeux est celui réalisé par Jean-Baptiste Garand : « Je n’ai jamais été bien fait que par un pauvre diable appelé Garand, qui m’attrapa, comme il arrive à un sot qui dit un bon mot. Celui qui voit mon portrait par Garand, me voit. « Ecco il vero Pulcinella. » »

### Le portrait épistolaire: l'exemple du portrait de Mme de Pecquigny
La sphère littéraire semi-privée de la correspondance permet l’esquisse de portraits en principe destinés au seul destinataire de la missive. 
Marie Du Deffand dresse ainsi dans une lettre un portrait acerbe et enjoué de Mme de Pecquigny en compagnie de laquelle elle prend les eaux de Forges : « La Pecquigny n’est d’aucune ressource, et son esprit est comme l’espace : il y a étendue, profondeur, et peut-être toutes les autres dimensions que je ne saurais dire, parce que je ne les sais pas ; mais cela n’est que du vide pour l’usage. Elle a tout senti, tout jugé, tout éprouvé, tout choisi, tout rejeté ; elle est, dit-elle, d’une difficulté singulière en compagnie, et cependant elle est toute la journée avec toutes nos petites mesdames à jaboter comme une pie. » [...] « Mais ce n’est pas cela qui me déplaît en elle : cela m’est commode dès aujourd’hui, et cela me sera très agréable sitôt que Forment sera arrivé. Ce qui m’est insupportable, c’est le dîner : elle a l’air d’une folle en mangeant ; elle dépèce une poularde dans le plat où on la sert. ensuite elle la met dans un autre, se fait apporter du bouillon pour mettre dessus, tout semblable à celui qu’elle rend, et puis elle prend un haut d’aile, ensuite le corps dont elle ne mange que la moitié; et puis elle ne veut pas que l’on retourne le veau pour couper un os, de peur qu’on n’amollisse la peau ; elle coupe un os avec toute la peine possible, elle le rongea demi, puis retourne à sa poularde : cela dure deux heures. Elle a sur son assiette des monceaux d’os rongés, de peaux sucées, et pendant ce temps, ou je m’ennuie à la mort, ou je mange plus qu’il ne faudrait. C’est une curiosité de lui voir manger un biscuit ; cela dure une demi-heure, et le total, c’est qu’elle mange comme un loup : il est vrai qu’elle fait un exercice enragé. »
Marie Du Deffand achève le portrait de cette excentrique sur une note ironique en comparant La Pecquigny à son interlocuteur : « Je suis fâchée que vous ayez de commun avec elle l’impossibilité de rester une minute en repos ». Elle conclut ainsi sa lettre avec une formule conforme à la philosophie de résignation et de désintérêt qu’elle défend : « Enfin voulez-vous que je vous le dise ? Elle est on ne peut pas moins aimable : elle a sans doute de l’esprit ; mais tout cela est mal digéré, et je ne crois pas qu’elle vaille jamais davantage. Elle est aisée à vivre ; mais je la défierais d’être difficile avec moi : je me soumets à toutes ses fantaisies, parce qu’elles ne me font rien ; notre union présente n’aura nulle suite pour l’avenir. »

### Le "roman à portraits": l'exemple desConfessions du comte de ***de Charles Pinot Duclos

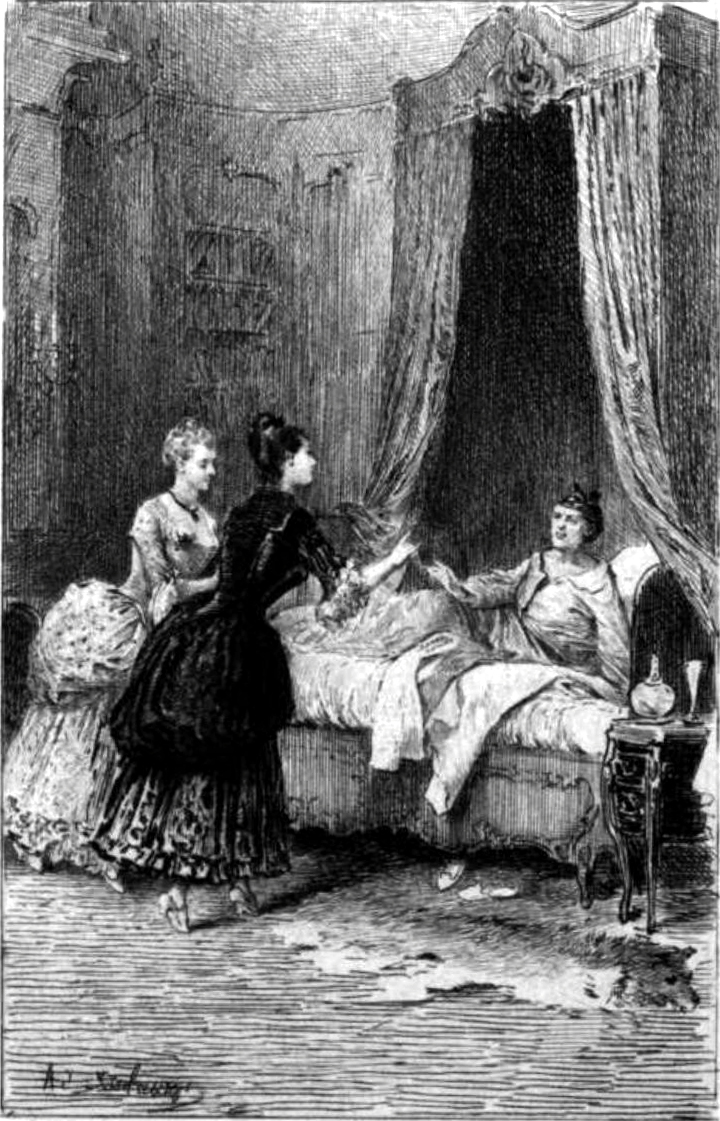
Les Confessions du comte de ***, « roman à portraits » de Duclos, illustration de Lalauze pour l’édition de la Librairie des Bibliophiles, 1888.

Les Confessions du comte de *** est un des romans les plus lus en France au XVIIIe siècle. Son auteur l'aurait écrit sur les conseils de certains de ses amis qui louaient son habileté à écrire des portraits de ses contemporains. Le roman, qualifié de "roman à portraits", est truffé de descriptions se référant parfois à des personnages historiques réels que l'auteur avait côtoyé. Ces portraits ont parfois une valeur symbolique qui attache chaque personnage à la représentation d'un vice, d'une vertu ou d'un type. 

## Le portrait auXIXesiècle
Le genre du portrait narratif continue à prendre de l'importance au XIXe siècle, que ce soit dans les œuvres romanesques comme celles de Balzac (où il peut prendre une valeur allégorique, symbolique ou typique) ou dans les œuvres critiques comme les Portraits littéraires de Sainte-Beuve.

## Le portrait auXXesiècle
Le Nouveau Roman réinvente la manière de penser le portrait : les personnages romanesques ne sont plus dotés de traits fixes ou de caractères typés qui ne seraient plus capables de représenter la complexité d'un individu. Ainsi, dans le Portrait d’un inconnu de Nathalie Sarraute, la  temporalité joue un rôle essentiel dans ce portrait mouvant, évolutif, fragmenté qui cherche à saisir l'évolution de la vie humaine.